# Cohors VII Breucorum

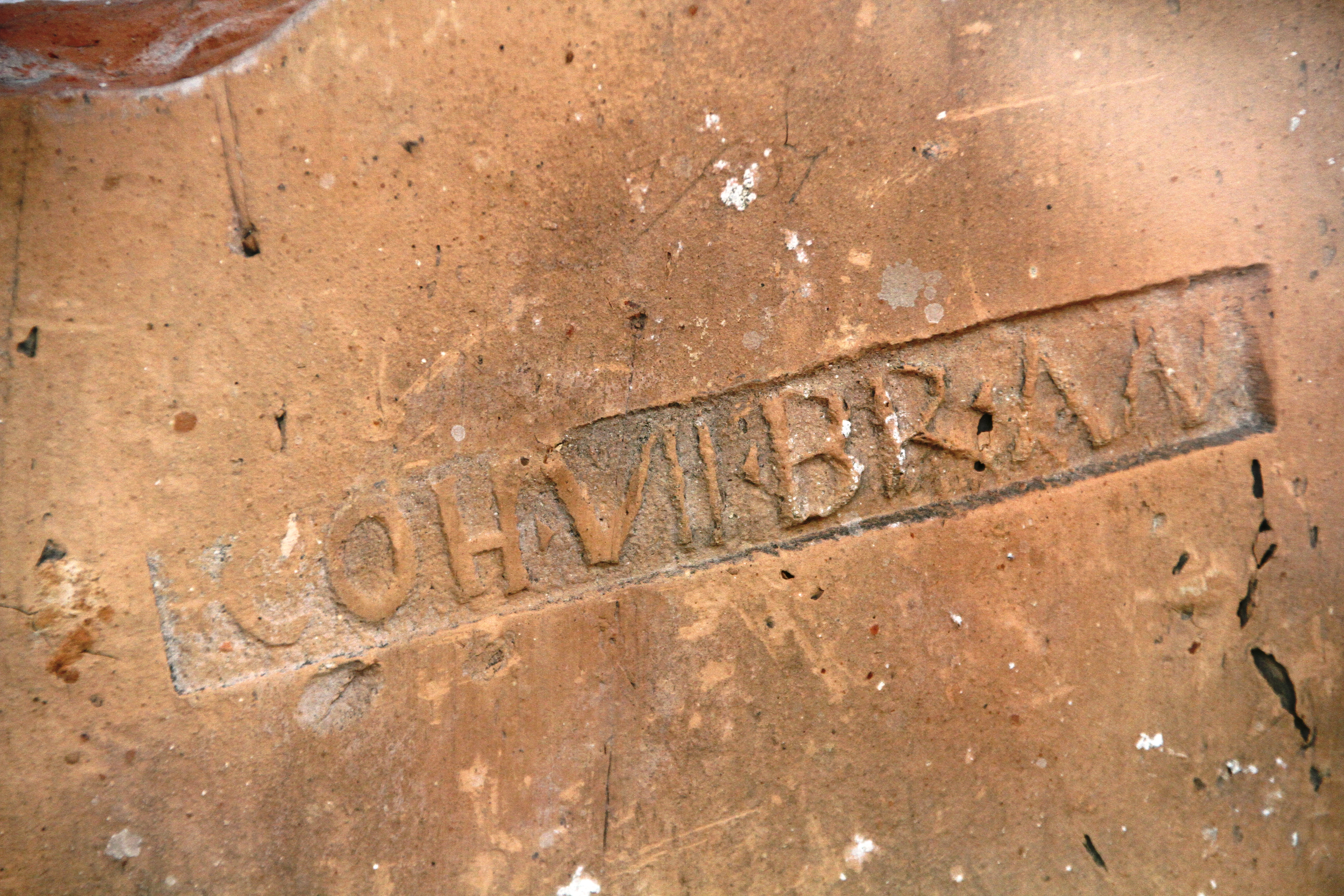
Ein Ziegelstempel der Kohorte

Die Cohors VII Breucorum [civium Romanorum] [equitata] [Alexandriana] [Antoniniana] [Gordiana] [Maximiniana] [Philippiana] [Severiana] (deutsch 7. Kohorte der Breuker [der römischen Bürger] [teilberitten] [die Alexandrianische] [die Antoninianische] [die Gordianische] [die Maximinianische] [die Philippianische] [die Severianische]) war eine römische Auxiliareinheit. Sie ist durch Militärdiplome, Inschriften und Ziegelstempel belegt.

## Namensbestandteile
- Cohors: Die Kohorte war eine Infanterieeinheit der Auxiliartruppen in der römischen Armee.

- VII: Die römische Zahl steht für die Ordnungszahl die siebente (lateinisch septima). Daher wird der Name dieser Militäreinheit als Cohors septima ausgesprochen.

- Breucorum: der Breuker. Die Soldaten der Kohorte wurden bei Aufstellung der Einheit aus dem Volk der Breuker auf dem Gebiet der römischen Provinz Pannonia rekrutiert.

- civium Romanorum: der römischen Bürger. Den Soldaten der Einheit war das römische Bürgerrecht zu einem bestimmten Zeitpunkt verliehen worden.[A 1] Für Soldaten, die nach diesem Zeitpunkt in die Einheit aufgenommen wurden, galt dies aber nicht. Sie erhielten das römische Bürgerrecht erst mit ihrem ehrenvollen Abschied (Honesta missio) nach 25 Dienstjahren. Der Zusatz kommt in Militärdiplomen von 96 bis 115 n. Chr. sowie in Inschriften[1] vor.

- equitata: teilberitten. Die Einheit war ein gemischter Verband aus Infanterie und Kavallerie. Der Zusatz kommt in Inschriften[2] vor.

- Alexandriana: die Alexandrianische. Eine Ehrenbezeichnung, die sich auf Severus Alexander (222–235) bezieht. Der Zusatz kommt auf Ziegeln[3] vor.

- Antoniniana: die Antoninianische. Eine Ehrenbezeichnung, die sich auf Caracalla (211–217) oder auf Elagabal (218–222) bezieht. Der Zusatz kommt auf Ziegeln[4] vor.

- Gordiana: die Gordianische. Eine Ehrenbezeichnung, die sich auf Gordian III. (238–244) bezieht. Der Zusatz kommt auf Ziegeln[5] vor.

- Maximiniana: die Maximinianische. Eine Ehrenbezeichnung, die sich auf Maximinus Thrax (235–238) bezieht. Der Zusatz kommt auf Ziegeln[6] vor.

- Philippiana: die Philippianische. Eine Ehrenbezeichnung, die sich auf Philippus Arabs (244–249) bezieht. Der Zusatz kommt auf Ziegeln[7] vor.

- Severiana: die Severianische. Eine Ehrenbezeichnung, die sich auf Severus Alexander (222–235) bezieht. Der Zusatz kommt auf Ziegeln[8] vor.

Da es keine Hinweise auf den Namenszusatz milliaria (1000 Mann) gibt, war die Einheit eine Cohors quingenaria equitata. Die Sollstärke der Kohorte lag bei 600 Mann (480 Mann Infanterie und 120 Reiter), bestehend aus 6 Centurien Infanterie mit jeweils 80 Mann sowie 4 Turmae Kavallerie mit jeweils 30 Reitern.

## Geschichte
Die Kohorte war in den Provinzen Germania, Pannonia, Moesia superior, Cyprus und Pannonia inferior (in dieser Reihenfolge) stationiert. Sie ist auf Militärdiplomen für die Jahre 65 bis 203 n. Chr. aufgeführt.
Die Einheit wurde wahrscheinlich nach dem Pannonischen Aufstand aufgestellt. Der erste Nachweis in Germania beruht auf einem Diplom, das auf 65 datiert ist. In dem Diplom wird die Kohorte als Teil der Truppen (siehe Römische Streitkräfte in Germania) aufgeführt, die in der Provinz stationiert waren.
Vermutlich unter Vespasian (69–79) wurde sie in die Provinz Pannonia verlegt. Der erste Nachweis der Einheit in Pannonia beruht auf einem Diplom, das auf 85 datiert ist. In dem Diplom wird die Kohorte als Teil der Truppen (siehe Römische Streitkräfte in Pannonia) aufgeführt, die in der Provinz stationiert waren.
Zu einem unbestimmten Zeitpunkt wurde die Einheit nach Moesia superior verlegt; wahrscheinlich geschah dies im Zusammenhang mit den Dakerkriegen Domitians. Der erste Nachweis der Einheit in der Provinz beruht auf einem Diplom, das auf 96 datiert ist. In dem Diplom wird die Kohorte als Teil der Truppen (siehe Römische Streitkräfte in Moesia) aufgeführt, die in der Provinz stationiert waren. Weitere Diplome, die auf 96/100 bis 115 datiert sind, belegen die Einheit in derselben Provinz.
Die Kohorte nahm möglicherweise an den Dakerkriegen Trajans teil. In den Diplomen von 115 wird die Einheit als eine der Kohorten aufgeführt, die aus Moesia superior für den Partherkrieg Trajans abkommandiert wurden (translatis in expeditione). Durch eine Inschrift ist nachgewiesen, dass eine Vexillation aus der Kohorte zusammen mit anderen Einheiten Teil eines größeren Truppenverbandes war. Eine weitere Inschrift belegt, dass die Kohorte um 116/117 in Cyprus war; vermutlich wurde die Einheit im Zusammenhang mit dem Diasporaaufstand dorthin verlegt.
Zu einem unbestimmten Zeitpunkt wurde die Einheit nach Pannonia inferior verlegt, wo sie erstmals durch ein Diplom nachgewiesen ist, das auf 126 datiert ist. Weitere Diplome, die auf 143 bis 203 datiert sind, belegen die Einheit in derselben Provinz.
Der letzte Nachweis der Einheit beruht auf Ziegeln, die auf 244/249 datiert werden.

## Standorte
Standorte der Kohorte waren möglicherweise:
- Lugio (Dunaszekcső): zwei Inschriften[17] wurden hier gefunden.

Ziegel mit verschiedenen Stempeln der Einheit wurden an den folgenden Orten gefunden: Ad Militare (Batina), Annamatia (Baracs), Aquincum (Budapest), Brigetio (Komárom), Intercisa (Dunaújváros), Lussonium (Dunakömlőd), Mursa (Osijek), Sirmium (Sremska Mitrovica), Szikszó und Viminacium (Kostolac).

## Angehörige der Kohorte
Folgende Angehörige der Kohorte sind bekannt.

### Kommandeure
| - [?], ein Präfekt (CIL 3, 7395) - [] Celsus, ein Präfekt (CIL 5, 7153) - Gaius Numisius Maximus: er wird auf dem Diplom von 65 als Kommandeur genannt. | - L(ucius) Octavius Celer, ein Präfekt (CIL 13, 6213) - M(arcus) Og[u]ln[i]us Tiro, ein Präfekt (AE 1953, 171) - Ulpius [], ein Präfekt (CIL 3, 1464) |

### Sonstige
| - Aurelius Dialo, ein Veteran (CIL 3, 4146) - [] Gabalu[s] (RIU-06, 01483) - Liccaius, ein Fußsoldat: das Diplom von 65 wurde für ihn ausgestellt. - Mersua Dasi, ein Vexillarius (AE 2010, 1620) | - Pradus, ein Soldat (AE 1945, 78) - P(ublius) Aemili[us], ein curam agens (AE 1953, 171) - Tritus Batonis, ein Soldat (AE 2010, 1620) |